# Long Lake (Dacota do Sul)
Long Lake é uma cidade  localizada no estado norte-americano de Dacota do Sul, no Condado de McPherson.

## Demografia
Segundo o censo norte-americano de 2000, a sua população era de 58 habitantes.
Em 2006, foi estimada uma população de 51, um decréscimo de 7 (-12.1%).

## Geografia
De acordo com o United States Census Bureau tem uma área de
0,7 km², dos quais 0,7 km² cobertos por terra e 0,0 km² cobertos por água. Long Lake localiza-se a aproximadamente 595 m acima do nível do mar.

## Localidades na vizinhança
O diagrama seguinte representa as localidades num raio de 36 km ao redor de Long Lake.